# .gm
gm. هو امتداد خاص بالعناوين الإلكترونية للمواقع التي تنتمي إلى دولة غامبيا.

## مجالات الطبقة الثانية
التسجيلات تكون فوراً في الطبقة الثانية، أو الثالثة أحياناً. تكون التسجيلات الفرعية المنتهية بالنطاق gov.gm. خاصة بالجهات الحكومية المفوضة من وزارة الاتصالات والمعلومات وتكنولوجيا المعلومات (MoICI)، فيما تكون المواقع ذات النهاية edu.gm. خاصة بالمراكز التعليمية ومصادر المعلوات المفوضة إلى جامعة غامبيا

### فهرس المراجع
1. ↑  "النطاق الأعلى في ترميز الدولة" (بالإنجليزية). ORSN  [لغات أخرى]‏. Archived from the original on 2019-05-07. Retrieved 2017-08-07.{{استشهاد ويب}}:  صيانة الاستشهاد: علامات ترقيم زائدة (link)
2. ↑  "النطاق الأعلى في ترميز الدولة" (بالإنجليزية). أيانا. Archived from the original on 2019-05-24. Retrieved 2017-08-07.

### روابط خارجية
- نطاق غامبيا ضمن إيانا
- .gm موقع تسجيل المجال